# Europejski Komitet Normalizacyjny
     pełni członkowie (members)
     członkowie stowarzyszeni (affiliates)
     partnerzy (partner standardisation bodies)

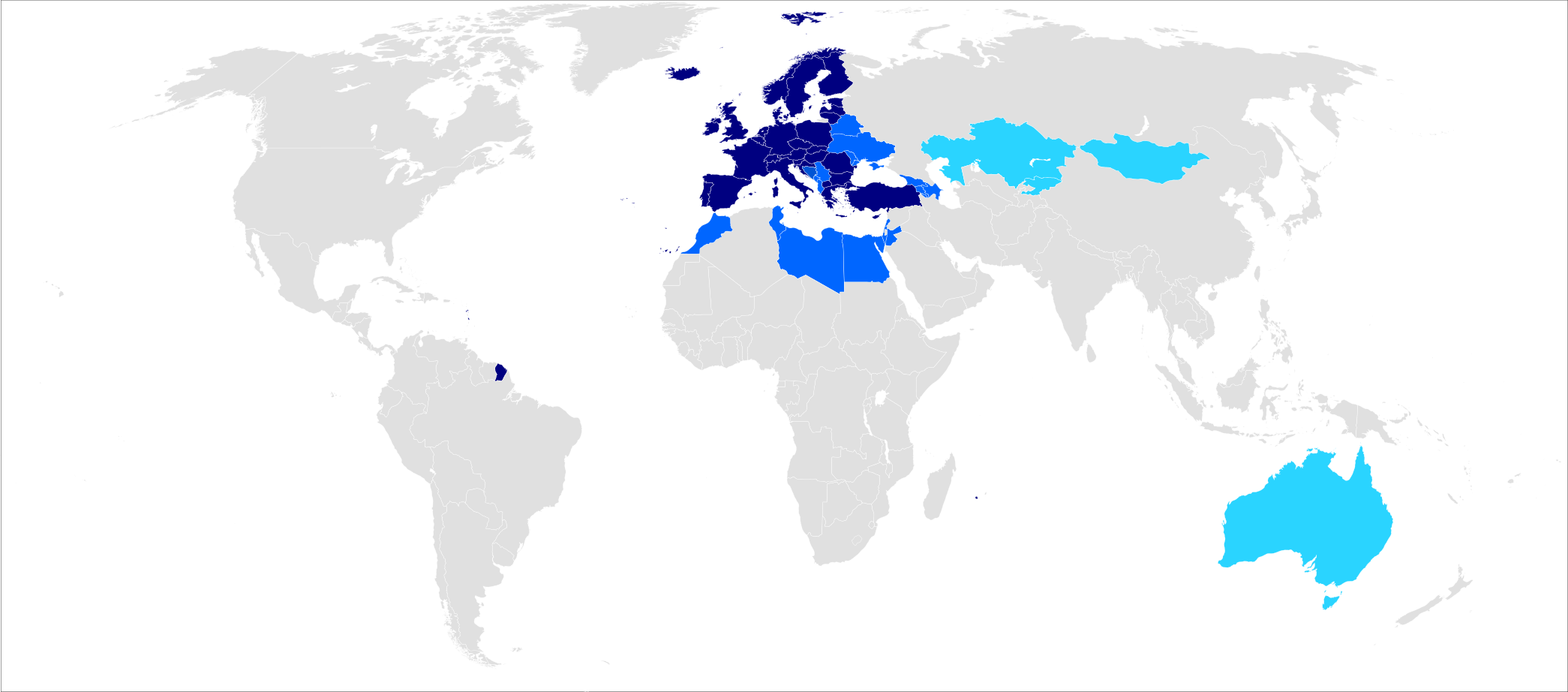
Struktura Europejskiego Komitetu Normalizacyjnego
pełni członkowie (members)
członkowie stowarzyszeni (affiliates)
partnerzy (partner standardisation bodies)

Europejski Komitet Normalizacyjny (używany jest skrótowiec CEN od fr. Comité européen de normalisation) – prywatne stowarzyszenie techniczne typu „non-profit”, działające w ramach prawa belgijskiego z siedzibą w Brukseli,   utworzone oficjalnie w 1974 roku (rozpoczęło działalność w Paryżu w roku 1961). 
Jego podstawowym zadaniem jest opracowywanie, przyjmowanie i rozpowszechnianie norm europejskich oraz innych dokumentów normalizacyjnych we wszystkich obszarach gospodarki oprócz elektrotechniki, elektroniki i telekomunikacji. System normalizacji jest wielonarodową, wielosektorową i zdecentralizowaną organizacją. Składa się z krajowych jednostek normalizacyjnych oraz centrum zarządzania, które odgrywa specjalną i aktywną rolę w administrowaniu tym systemem z upoważnienia członków (pełnych i stowarzyszonych) oraz partnerów.
Członkami i partnerami Europejskiego Komitetu Normalizacyjnego są krajowe jednostki (organy, instytucje) normalizacyjne. Polski Komitet Normalizacyjny (PKN) uzyskał status pełnoprawnego członka CEN 1 stycznia 2004 roku. Członkowie EKN mają obowiązek wprowadzania norm EN do systemów norm krajowych i wycofywania dotychczasowych norm sprzecznych z wprowadzanymi – dzięki temu powstaje wspólny system rozwiązań europejskich. Normy europejskie są jednym z trzonów jednolitego rynku i istotnym narzędziem w usuwaniu barier w handlu.
Główni użytkownicy systemu normalizacyjnego EKN (zarówno procesów, jak i produktów) to: przemysł, usługi, handel, prywatne i publiczne instytucje (z uniwersytetami i innymi jednostkami akademickimi), jednostki rządowe i inne władze publiczne, włącznie z UE i EFTA, partnerzy społeczni, przedstawiciele szczególnych grup interesów na szczeblu europejskim i krajowym, włącznie ze związkami zawodowymi, konsumentami i grupami ochrony środowiska, oceny zgodności, badań i certyfikacji.